# Cindy Garner
Cindy Garner, nata Elizabeth Dorothy Garner (High Point, 21 dicembre 1924 – Sanford, 2 gennaio 2002), è stata un'attrice statunitense.

## Biografia
Ultima di tre figli, dopo gli studi secondari compiuti a High Point, decise di tentare la fortuna a Hollywood dove sposò un soldato e lavorò come "cigarette girl" in un noto night-club. Già divorziata, fu notata da un talent scout che la fece ingaggiare dalla MGM. Esordì nel 1944 come Goldwyn girl nel film Così vinsi la guerra, con Danny Kaye e Dana Andrews, seguito da Varietà, con Eddie Cantor, e dal dramma Da quando te ne andasti di John Cromwell.
Nel 1946 si risposò e nel 1948 nacque una bambina. In quegli anni lavorò soltanto come modella tornando al cinema nel 1951, dopo un secondo divorzio, con un contratto degli Universal Studios. Recitò soltanto in tre film e dopo un'ultima partecipazione in Ma and Pa Kettle at Waikiki (1955) non trovò più lavoro, subendo un periodo di depressione. 
Tornò nella casa della sua famiglia a High Point, dovo si risposò con Jerry Gray, dal quale divorziò nel 1992.

## Filmografia
- Così vinsi la guerra (Up in Arms), regia di Elliott Nugent (1944)
- Varietà (Show Business), regia di Edwin L. Marin (1944)
- Da quando te ne andasti (Since You Went Away), regia di John Cromwell (1944)
- Incontro nei cieli (You Came Along), regia di John Farrow (1945)
- Uno scandalo a Parigi (A Scandal in Paris), regia di Douglas Sirk (1946)
- Anime ferite (Till the End of Time), regia di Edward Dmytryk (1946)
- Jeff, lo sceicco ribelle (Flame of Araby), regia di Charles Lamont (1951)
- Vedovo cerca moglie (Week-End with Father), regia di Douglas Sirk (1951)
- Lasciami sognare (Meet Danny Wilson), regia di Joseph Pevney (1952)
- L'autocolonna rossa (Red Ball Express), regia di Budd Boetticher (1952)
- Ma and Pa Kettle at Waikiki, regia di Lee Sholem (1953)